# Jinyunpelta sinensis
Jinyunpelta sinensis es la única especie conocida del género extinto Jinyunpelta ("escudo de Jinyun") de dinosaurio tireóforo anquilosaurio que vivó a mediados del período Cretácico, hace aproximadamente 100 a 95 millones de años, entre el Albiense y el Cenomaniense, en lo que es hoy Asia. Sus restos se han encontrados en sedimentos de la Formación Liangtoutang en Jinyun, en la provincia de Zhejiang en China, la especie tipo y única descrita es J. sinensis. Esta especie es el anquilosaurio más basal del cual se sabe que poseía una maza caudal propiamente dicha.

## Descripción
Los autores que describen indicaron una serie de rasgos distintivos. Algunos de estos fueron autapomorfías, caracteres derivados únicos. Detrás de la fosa nasal hay dos aberturas adicionales, en anquilosáuridos llamados C1 y C2, que en el caso de Jinyunpelta están en un nivel con el centro de la fosa nasal. En el borde superior frontal del maxilar hay una depresión triangular. El hueso postorbital no contribuye al borde posterior de la cavidad ocular. En la mandíbula inferior, la parte frontal del hueso prearticular se coloca debajo de la parte posterior del hueso esplenial. Oblicuamente en la parte superior y hacia el interior del cóndilo interno del hueso del muslo, se observa una clara cicatriz en el tendón.

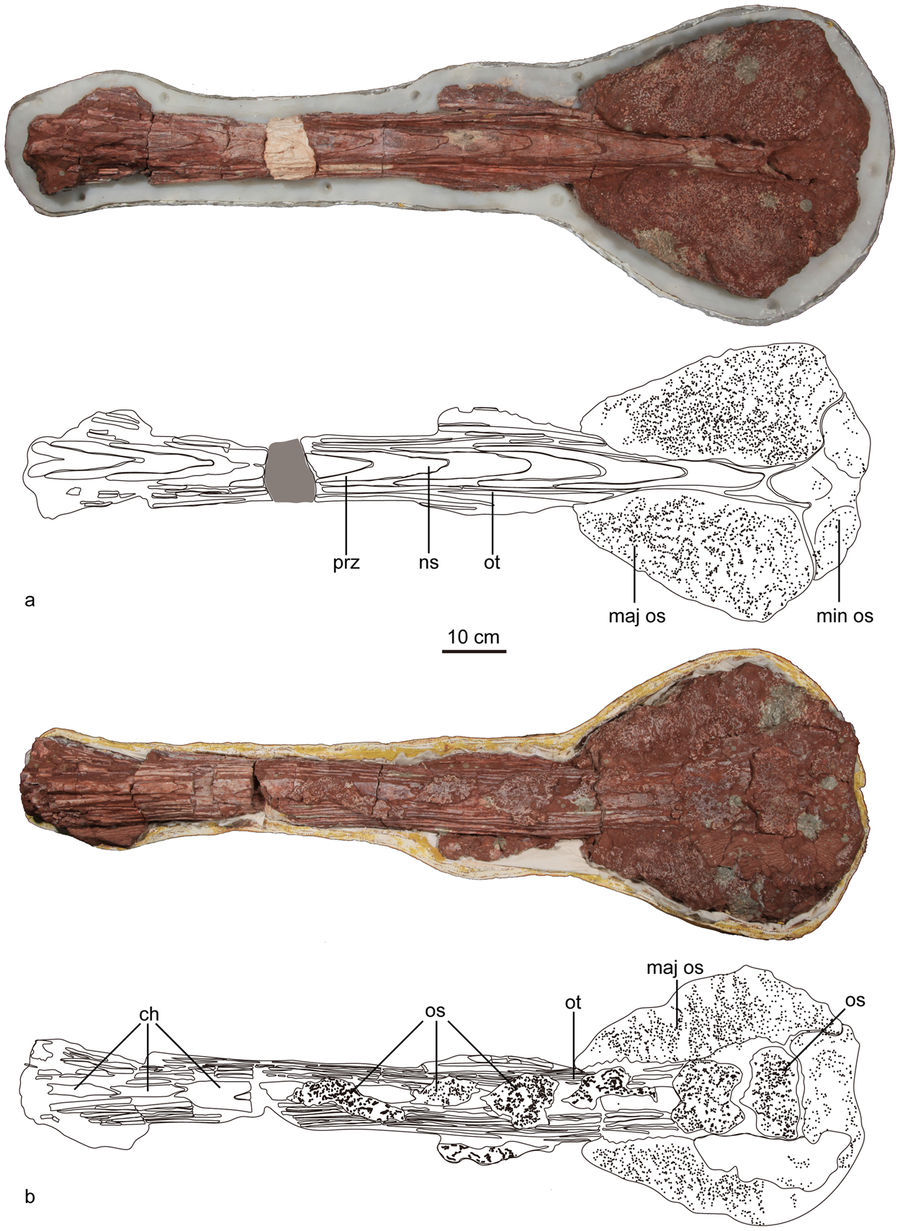
Porra de cola del holotipo.

Además, Jinyunpelta muestra una combinación única de rasgos que en sí mismos no son únicos. La parte superior combinada de los huesos nasales está perforada por dos aberturas ovaladas emparejadas. La fosa antorbitaria, se anquilosa el remanente de la fenestra antorbitaria, se extiende sobre el punto de contacto del maxilar, el hueso lacrimal y el hueso yugal. El hueso prefrontal se extiende hacia abajo, tocando el maxilar. Al menos algunas vértebras dorsales tienen un centro alargado, 30% más largo que ancho. La porra de la cola es hexagonal en la vista superior, con el punto más ancho ubicado cerca del borde trasero.

## Historia
En junio de 2008, el agricultor Li Meiyun en un sitio de construcción en Huzhen en el condado de Jinyun descubrió los restos de un anquilosáurido. Entre 2008 y 2014, las excavaciones se llevaron a cabo por un equipo conjunto del Museo de Historia Natural de Zhejiang, el Museo Jinyun y el Museo de Dinosaurios de la Prefectura de Fukui. En 2013, se descubrieron cinco esqueletos de anquilosáurido. Una nueva especie debía basarse en dos de estos, mientras que la preparación de los otros hallazgos continuaba.

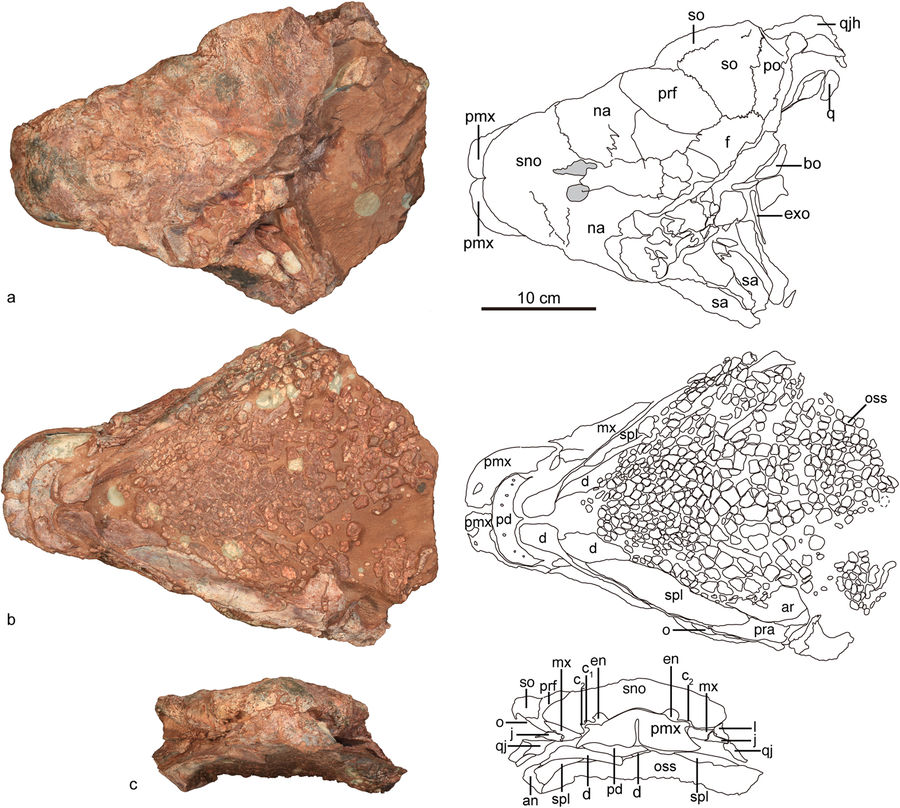
Cráneo holotipo mostrado desde arriba y abajo

En 2018, la especie tipo Jinyunpelta sinensis fue nombrada y descrita por Zheng Wenjie, Jin Xingsheng, Yoichi Azuma, Wang Qiongying, Kazunori Miyata y Xu Xing . El nombre genérico combina Jinyun con peltè, "escudo pequeño", en griego, un sufijo habitual en los nombres de anquilosáuridos. El nombre específico se refiere a la procedencia de China.
El holotipo , ZMNH M8960, fue encontrado en una capa de la formación Liangtoutang que data entre el Albiano y el Cenomaniano, unos cien millones de años. Consiste en un esqueleto parcial, con un cráneo completo, pero que carece de la mayoría de las extremidades posteriores, aparte del húmero derecho y el fémur izquierdo. El paratipo es ZMNH M8963, un esqueleto que carece del cráneo pero que incluye la parte inferior de la pierna izquierda y un palo de cola completo. Se encontró a dos o tres metros de distancia del holotipo.

## Clasificación
En 2018, Jinyunpelta fue, dentro de Ankylosauridae , colocada en Ankylosaurinae. Esto implicaría que era la anquilosáurino más antiguo conocido. Un análisis cladístico mostró que también era la anquilosáurino más basal conocida, colocada debajo de Crichtonpelta en el árbol evolutivo. Además, sería el anquilosáurino más antiguo y más bajo que se sabe con certeza que posee una porra de cola. Anteriormente este había sido el Pinacosaurus que data del Campaniense. El tamaño de la porra de cola muestra que este rasgo se debe haber desarrollado desde el principio en la evolución de los anquilosáuridos. Adicionalmente, Jinyunpelta fue la anquilosáuridos  conocido más al sur de Asia.